# Francisco Javier Girón González-Torre
Francisco Javier Girón González-Torre, matemático español nacido en Santander, el 23 de julio de 1945. Miembro de la Real Academia de las Ciencias Exactas, Físicas y Naturales.

## Títulos
- Doctor en Ciencias Matemáticas, especialidad de Estadística, por la Universidad Complutense de Madrid.
- Profesor Agregado numerario y más tarde Catedrático numerario de Estadística Matemática y Cálculo de Probabilidades de la Universidad de Málaga.[2]
- Honorary Research Fellow en el University College de Londres.
- Ha dirigido numerosas tesis doctorales, y ha impartido cursos y conferencias en muchas universidades nacionales y extranjeras.

## Publicaciones
- “S-Juegos generalizados” (1975)
- “Sobre la dualidad de dos criterios de decisión” (1975)
- “Una caracterización conjunta de la probabilidad subjetiva y de la utilidad” (1985)
- “El problema de selección de la cartera cuando las rentas tienen distribuciones estables” (Ríos y Girón, (1975)
- “Caracterización axiomática de la regla de Bayes y la probabilidad subjetiva” (1977)
- “Probabilidad y utilidad: conceptos duales de la Teoría de la Decisión” (1979)
- “Quasi-Bayesian behaviour: a more realistic approach to decision making?” (Ríos y Girón, 1980)
- “Sobre la existencia de soluciones no dominadas” (Criado, Girón y Ríos, 1982)
- “Sur la loi de Cromwell de Lindley” (Girón, Imlahi y Ríos, 1982)
- “Compatibilidad del método de DeGroot para llegar a un consenso con la fórmula de Bayes” (Caro, Domínguez y Girón, 1984)
- “Una alternativa Bayesiana a los contrastes de la bondad del ajuste” (Girón y Martínez M.L., 1985)
- “A Bayesian approach to cluster analysis” (Ezzerg, Girón e Imlahi, 1988)
- “El concepto de  probabilidad” (1989)
- “Mixturas de distribuciones normales Relación de  Académicos: numerarios (medalla núm.39) con aplicaciones a problemas estadísticos complejos” (1989)
- “Inferencia bayesiana en mixturas; métodos aproximados” (1991)
- “Una familia de distribuciones conjugadas para un proceso” (Caro, Domínguez y Girón, 1991)